# Acinopterus perdicoensis
Acinopterus perdicoensis är en insektsart som beskrevs av Rauno E. Linnavuori och Delong 1977. Acinopterus perdicoensis ingår i släktet Acinopterus och familjen dvärgstritar. Inga underarter finns listade i Catalogue of Life.